# Deiodase
Eine Dejodase, auch Deiodase (englisch: deiodinase), ist ein Selenoenzym, das Schilddrüsenhormone wie Iodothyronine, Thyronamine und Iodothyroacetate durch stereospezifische Deiodierung aktiviert oder inaktiviert.
Unterschieden werden drei Typen: Typ-I-Deiodase (Gensymbol: DIO1), Typ-II-Deiodase (DIO2) und Typ-III-Deiodase (DIO3). Alle drei sind in der Lage, Iodatome aus Schilddrüsenhormonen, Thyronaminen und Iodothyroacetaten zu entfernen. Die Iodatome am inneren Ring von Iodothyroninen befinden sich an der 3- und 5-Position, während die Iodatome am äußeren Ring als 3'- und 5'-Iodatome bezeichnet werden. Die Entfernung von Iodatomen aus dem inneren Ring deaktiviert Schilddrüsenhormone.
DIO1 kann sowohl 5'-Deiodierung als auch 5-Deiodierung katalysieren. DIO2 ist eine reine 5'-Deiodase und kann so Thyroxin zu Triiodthyronin, dem aktiven Schilddrüsenhormon, aktivieren. DIO3 ist eine 5-Deiodase, die Thyroxin und Triiodthyronin inaktiviert und so die Schilddrüsenhormonwirkung terminiert.

## Enzyme, die Halogenatome von aromatischen Ringen entfernen können
| Familie                  | Cofaktor      | Gene             |
| ------------------------ | ------------- | ---------------- |
| Iodothyronin-Deiodasen   | Selenocystein | DIO1, DIO2, DIO3 |
| Iodotyrosin-Dehalogenase | Flavin        | IYD              |